# ادموند اسپاپن
ادموند اسپاپن (انگلیسی: Edmond Spapen; – تاریخ ورودی نامعتبر است) کشتی‌گیر اهل بلژیک بود.